# Mabel Frithiof
Mabel Maria Frithiof, egentligen Mabel Maria Andersson, född Pettersson 14 november 1890 i Hedvigs församling, Norrköping, död 19 mars 1958 i Slottsstadens församling, Malmö, var en svensk skådespelare. Hon var från 1929 gift med Anders Frithiof.

## Biografi
Efter studier vid Dramatens elevskola 1911–1913 debuterade hon 1913 på Nyköpings teater som Alaine de l'Estoiles i Ett revolutionsbröllop vid Knut Lindroth-turnén, där hon kvarstannade i två år. Mabel Frithiof var därefter 1915–1916 anställd hos Vilhelm Olin och 1916–1922 hos Anders Frithiof. 1922–1928 hos Oscar Winge vid Hippodromteatern i Malmö, 1928–1930 vid Skådebanan och 1930–1942 vid makens sommarturnéer samt från 1944 vid Malmö stadsteater.
Mabel Frithiof spelade effektfulla biroller med bland annat Ofelia i Hamlet, Ragna i Daglannet, Agda i Johan Ulfstjerna och Karen Borneman i Hjalmar Bergstrøms pjäs. På senare år väckte hon uppmärksamhet i karaktärsroller som amman i Fadren, Boman i Swedenhielms, Mrs Midget i Till främmande hamn och Fru Levin i Innanför murarna.
Mabel Frithiof är begravd på Matteus begravningsplats i Norrköping.

## Teater

### Roller (ej komplett)
| År   | Roll | Produktion                          | Regi            | Teater            |
| ---- | ---- | ----------------------------------- | --------------- | ----------------- |
| 1944 |      | Vår unge Jean de Létraz             | Anders Frithiof | Malmö stadsteater |
| 1944 |      | Jorden runt på 80 dagar Jules Verne | Alf Henrikson   | Malmö stadsteater |
| 1947 |      | Bortom horisonten Eugene O'Neill    | Stig Torsslow   | Malmö Stadsteater |
| 1948 |      | Antigone Jean Anouilh               | Stig Torsslow   | Malmö Stadsteater |
| 1948 |      | Vår lilla stad Thornton Wilder      | Gösta Folke     | Malmö Stadsteater |